# ويلهلم مولر (لاعب كرة يد)
ويلهلم مولر (بالألمانية: Wilhelm Müller)‏ (5 ديسمبر 1909 في ألمانيا - 22 فبراير 1984) هو لاعب كرة يد ألماني. شارك في الألعاب الأولمبية الصيفية 1936.

## وصلات خارجية
- ويلهلم مولر على موقع أوليمبيديا (الإنجليزية)